# DJ Hazel
Михаил Ореховский (пол. Michał Orzechowski; 1 июля 1980, Варшава, Польша — 7 мая 2025, Скемпе, Куявско-Поморское воеводство) более известный как DJ Hazel — польский диджей и музыкальный продюсер.

## Биография
DJ Hazel окончил государственную общеобразовательную музыкальную школу имени Гражины Бацевич в Варшаве, где он научился играть на клавишных, фортепиано и кларнете. Он начал свою карьеру в июне 1998 года, когда начал микшировать треки.
В 2001 году занял второе место на чемпионате Европы по диджеингу в Германии.
Hazel разработал метод определения точки воспроизведения песни (cue), которая была записана на SD-носитель, помещенный в проигрыватель.
В 2015 году он подписал контракт с Ultra Records и присоединился к Ultra Music. Договор распространяется на перевыпуск одного из ранних релизов DJ Hazel, а также трех синглов и альбом. Ultra Records занимается рекламой, продвижением, производством музыкальных клипов и продвижением артиста за пределами Польше. Первым треком, выпущенным на Ultra Music, был трек под названием I Love Poland, на который был снят клип.
7 мая 2025 года был найден мёртвым в машине на берегу озера в Скемпе.

## Дискография

### Синглы
| Год  | Название                       | Позиция   |
| Год  | Название                       | POL Dance |
| ---- | ------------------------------ | --------- |
| 2015 | Hazel & Damien — «Bitch!»      | 35        |
| 2015 | Hazel & QLPA — «Let’s do This» | 50        |